# Липны
Липны — деревня в Удомельском городском округе Тверской области. 

## География
Деревня расположена в 42 км на север от города Удомля.

## История
В 1501 в писцовой книге Бежецкой пятины описаны "Волостка Липна Марфинская Исаковы". Бывшая владелица волостки - Марфа Борецкая Исакова - новгородская боярыня, известная под именем Марфы Посадницы. В 1501 в Липнах — церковь Рождества Христова.
В 1715 году на Рождественском погосте близ деревни была построена деревянная Рождественская церковь, в 1798 году построена теплая деревянная Знаменская церковь, распространена в 1898 году.
В конце XIX — начале XX века деревня входила в состав Кузьминской волости Вышневолоцкого уезда Тверской губернии.
С 1929 года деревня являлась центром Липенского сельсовета Удомельского района Тверского округа Московской области, с 1935 года — в составе Калининской области, с 2005 года — в составе Котлованского сельского поселения, с 2015 года — в составе Удомельского городского округа.
В годы Советской власти в Липнах — центральная усадьба совхоза "Прогресс". До 2006 года в деревне действовала Липенская начальная общеобразовательная школа.

## Население
| 1859 | 1992 | 2002 | 2010 |
| ---- | ---- | ---- | ---- |
| 18   | ↗90  | ↗108 | ↗110 |